# Robert Zajonc
Robert Boleslaw Zajonc (* 23. November 1923 in Łódź, Polen; † 3. Dezember 2008 in Stanford, Kalifornien) war ein US-amerikanischer Psychologe und Hochschullehrer an der Stanford University. Er trug wesentlich zur Entwicklung der Sozialpsychologie bei.

## Leben
Als sich 1939 die deutsche Wehrmacht Łódź näherte, floh Robert, ein Einzelkind, mit seinen Eltern nach Warschau. Dort wurde ihre Wohnung bei einem Bombenangriff zerstört; seine Eltern starben, er selbst wurde schwer verletzt. Von Warschau aus wurde er in ein Arbeitslager nach Deutschland verschleppt. Er floh, wurde jedoch wieder gefangen genommen und in ein Gefängnis für politische Gefangene in Frankreich gesperrt. Auch von dort konnte er fliehen. Er trat der Résistance bei und studierte an der Universität von Paris. Nach dem Krieg arbeitete er für die Vereinten Nationen (UNRRA) in Paris, studierte anschließend an der Universität Tübingen und emigrierte 1948 in die USA, nach Ann Arbor, Michigan. Er erwarb seinen Doktorgrad in Psychologie 1955 an der University of Michigan und war dort Professor und Institutsdirektor bis 1994. Dann wechselte er an die Stanford University, wo er bis zu seiner Emeritierung blieb. 1981 wurde er in die American Academy of Arts and Sciences aufgenommen. Er war auswärtiges Mitglied der Polnischen Akademie der Wissenschaften.
Seine Ehefrau, Hazel Rose Markus, ist ebenfalls Sozialpsychologin. Zajonc starb am 3. Dezember 2008 an Pankreaskrebs in Stanford.

### Aussprache seines Namens
Seit er in den USA lebte, ließ er seinen Namen ungefähr Seijenz aussprechen, in englischer Lautschrift ZYE-unts bzw. Zy-unce - like Science with a Z. Er sagte einmal „Zajonc rhymes with science“.

## Leistungen
Zu Zajoncs bekanntesten Entdeckungen gehören:
- der Mere-Exposure-Effekt, der besagt, dass unter sonst gleichen Bedingungen Bekanntes angenehmer und sympathischer ist als Unbekanntes. Im Originalexperiment zeigte er den Probanden in schneller Folge abstrakte Formen und Wörter. Anschließend wurden die Stimuli, die sie am häufigsten gesehen hatten, signifikant positiver bewertet, als die weniger oft gezeigten.[4]
- Preferences need no inferences: Nach Zajoncs Überzeugung sind emotionale Bewertungen schneller und wichtiger als rationale.[5] Damit setzte er sich in Opposition zur Zwei-Faktoren-Theorie der Emotion von Stanley Schachter und anderen Emotionstheorien, die „kognitive Prozesse für notwendige Bedingungen von Gefühlen halten“.[6]
- das Konfluenzmodell, das den Einfluss der Stellung in der Geschwisterreihe auf die Intelligenz erklärt. Während die Erstgeborenen die ungeteilte Aufmerksamkeit der Eltern bekommen und oft die Gelegenheit haben, jüngeren Geschwistern etwas beizubringen, haben Letztgeborene diesen Vorteil nicht und statistisch gesehen einen durchschnittlich um drei Punkte niedrigeren Intelligenzquotienten.[7]

Zu seinen bekanntesten Schülern gehört John A. Bargh.

## Veröffentlichungen (Auswahl)
- Attitudinal effects of mere exposure. In: Journal of Personality and Social Psychology Monographs. Band 9, 1968, S. 1–32.
- Social psychology: An experimental approach. Brooks/Cole, Kalifornien 1980.
- The Selected Works of R. B. Zajonc. Wiley 2003, ISBN 978-0-471-43306-4.